# Legiones polacas (periodo napoleónico)
Las legiones polacas (en polaco : Legiony Polskie we Włoszech ; también conocidas como las Legiones Dąbrowski) del período napoleónico, fueron varias unidades militares polacas que sirvieron en el ejército francés, principalmente desde 1797 hasta 1803, aunque algunas unidades continuaron sirviendo hasta 1815.
Después de la Tercera Partición de Polonia en 1795, muchos polacos creían que la Francia revolucionaria y sus aliados acudirían en ayuda de Polonia. Los enemigos de Francia incluían a los desmembradores de Polonia, Prusia, Austria y la Rusia imperial. Muchos soldados, oficiales y voluntarios polacos, por lo tanto, emigraron, especialmente a las partes de Italia bajo el dominio francés o sirviendo en estados clientes o república hermanas de Francia (lo que lleva a la expresión "las legiones polacas en Italia") y a la propia Francia, donde unieron fuerzas con los militares locales. El número de reclutas polacos pronto llegó a muchos miles. Con el apoyo de Napoleón Bonaparte, se formaron unidades militares polacas, con rangos militares polacos y comandados por oficiales polacos. Llegaron a ser conocidos como las "Legiones polacas", un ejército polaco en el exilio, bajo el mando francés. Sus comandantes polacos más conocidos incluyen a Jan Henryk Dąbrowski, Karol Kniaziewicz y Józef Wybicki.
Las Legiones polacas sirvieron junto al Ejército francés durante las Guerras napoleónicas entrando en combate en la mayoría de las campañas de Napoleón, desde las indias occidentales, hasta Italia y Egipto. Cuándo el Ducado de Varsovia fue creado en 1807, muchos de los veteranos de las legiones formaron un núcleo alrededor del cual se alzó el ejército del Ducado al mando de Józef Poniatowski. Esta fuerza libró una guerra victoriosa contra Austria en 1809 y seguiría luchando junto al ejército francés en numerosas campañas, que culminaron en la desastrosa invasión de Rusia en 1812, que marcó el fin del imperio napoleónico, incluidas las legiones y los estados aliados de Francia, como el Ducado de Varsovia.

## Periodo de tiempo y tamaño
Entre los historiadores hay un grado de incertidumbre sobre el período en el que existieron las Legiones. Magocsi et al. observa que "el apogeo de su actividad" cae en los años 1797–1801,mientras que Lerski define a las Legiones como unidades que operaron entre 1797 y 1803. Del mismo modo, Davies define el tiempo de su existencia como de cinco a seis años. La PWN Encyklopedia las define como unidades que operaron en el período de 1797–1801 (en 1801 las Legiones se reorganizaron en brigadas ). La Enciclopedia polaca WIEM señala que las Legiones terminaron con la muerte de la mayoría de su personal en la campaña haitiana, que concluyó en 1803. Al relatar la historia de las legiones polacas, algunos trabajos también describen las operaciones de las unidades polacas bajo los franceses en el período posterior a 1803; varias formaciones más pequeñas existían en ese tiempo, la más notable de las cuales fue la Legión del Vístula, que existió entre 1808 y 1813.
Las estimaciones de la fuerza de las Legiones polacas también varían y se cree que entre 20.000 y 30.000 hombres sirvieron en las filas de las Legiones en cualquier momento a lo largo de su existencia. La estimación de la Enciclopedia de WIEM es de 21.000 para el período hasta 1803. Davies sugiere 25.000 para el período de 1802–1803, al igual que Magosci et al. Bideleux Y Jeffries ofrecen una estimación de hasta 30.000 para el periodo hasta 1801. La mayoría de los soldados provenían de las filas del campesinado, con solo un 10 por ciento de la nobleza.

## Orígenes

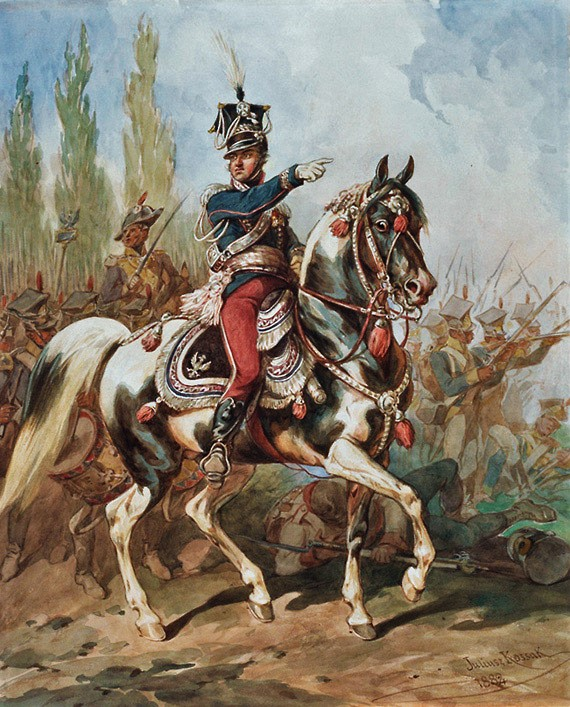
Jan Henryk Dąbrowski, el comandante más famoso de las legiones polacas.

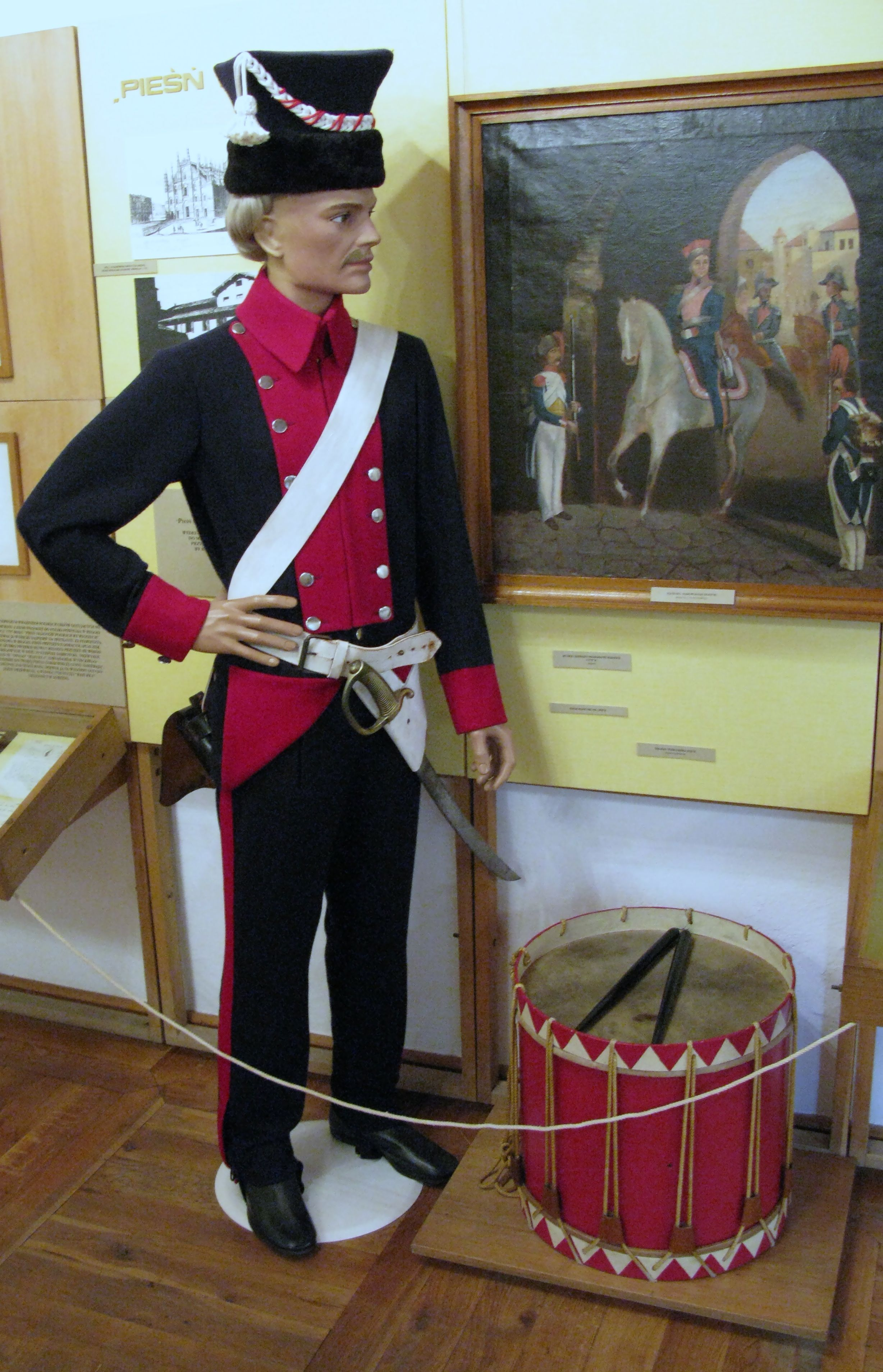
Uniforme de legionario polaco en Italia

Después de la Tercera Partición de Polonia (1795), muchos polacos creyeron que la Francia revolucionaria, cuya opinión pública simpatizaba con los ideales de la Constitución polaca del 3 de mayo de 1791, vendría a la ayuda de Polonia. Los enemigos de Francia incluían a los desmembradores de Polonia, Prusia, Austria y la Rusia Imperial. París fue la sede de dos organizaciones polacas que reclamaron ser el gobierno polaco en el exilio, la Diputación (Deputacja) de Franciszek Ksawery Dmochowski y la Agencia (Agencja) de Józef Wybicki. Muchos soldados, oficiales y voluntarios polacos emigraron, especialmente a Italia y a Francia. Finalmente, la Agencia logró convencer al gobierno francés (el Directorio) para organizar una unidad militar polaca. Como la Constitución francesa no permitía el empleo de tropas extranjeras en suelo francés, los franceses decidieron usar a los polacos para reforzar a sus aliados en Italia, la República Cisalpina.
Jan Henryk Dąbrowski, exoficial de alto rango en el ejército de la Mancomunidad Polaco-lituana, comenzó su trabajo en 1796, un año después de la destrucción total de la Mancomunidad. En ese momento viajó a París, y más tarde, a Milán, donde su idea recibió el apoyo de Napoleón Bonaparte, quien vio a los polacos como una fuente prometedora de nuevos reclutas, y que superficialmente se mostró receptivo a la idea de la liberación de Polonia. Dąbrowski fue pronto autorizado por la República Cisalpina una aliada francesa para crear las Legiones polacas, que serían parte del ejército de la recién creada república de Lombardía . Este acuerdo, redactado por Napoleón, se firmó el 9 de enero de 1797 y marcó la creación formal de las Legiones.

## Historia operacional

### Guerra de la Primera Coalición: Legiones polacas en Italia

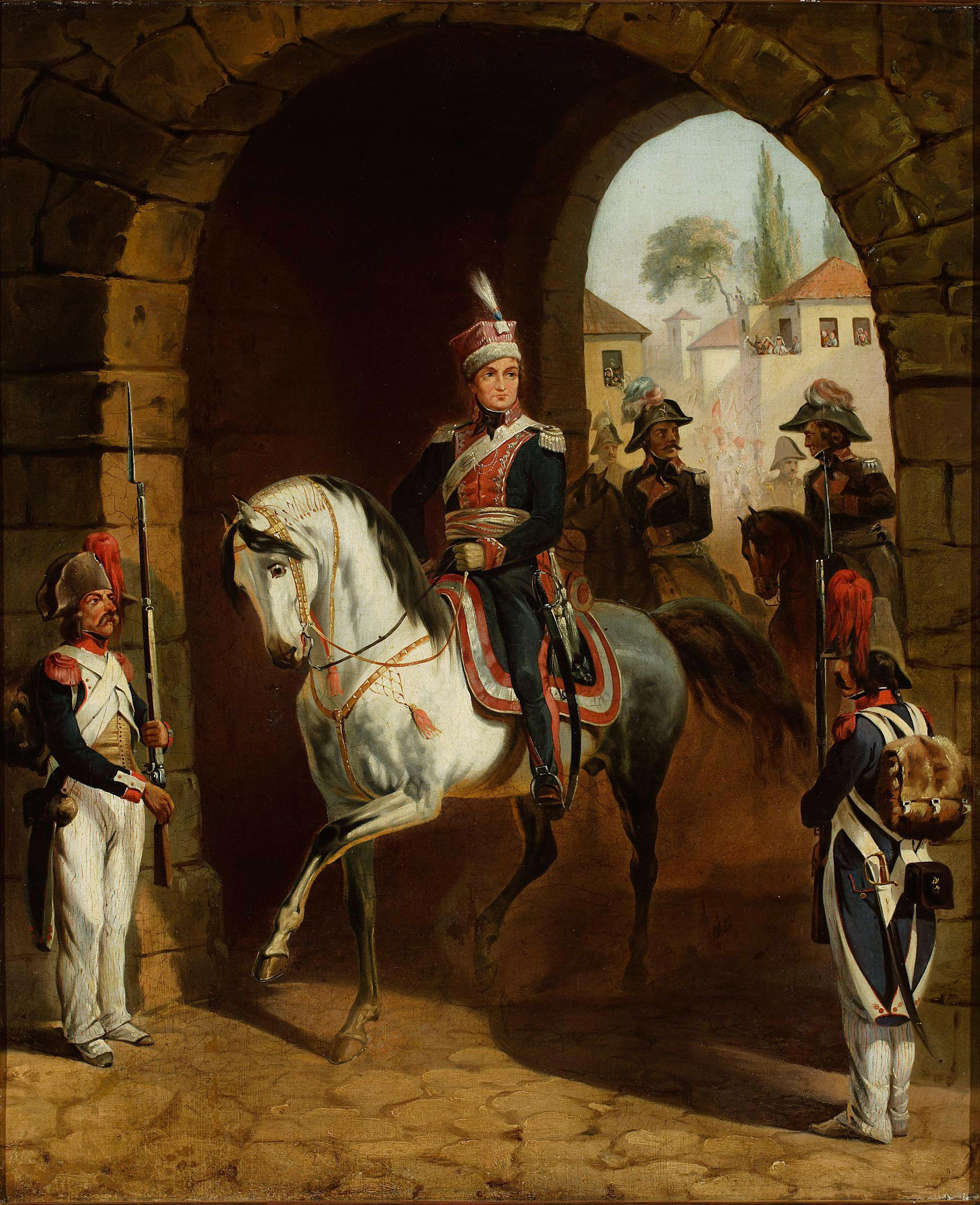
Dąbrowski ingresa a Roma

A los soldados polacos que sirven en la Legión Dąbrowski se les concedió la ciudadanía lombardiana y se les pagó el mismo salario que a otras tropas. Se les permitió usar sus propios uniformes únicos de estilo polaco, con algunos símbolos franceses y lombardos, y fueron comandados por otros hablantes polacos. A principios de febrero de 1797, la Legión tenía 1200 efectivos, habiendo sido reforzada por la llegada de muchos nuevos reclutas que habían desertado del ejército austriaco.
La Legión Dąbrowski se utilizó por primera vez contra los austriacos y sus aliados en Italia. En marzo de 1797 guarneció a Mantua, y, a fines de mes, participó en su primer combate durante los Diez Días de Brescia. A finales de abril, las filas de la Legión habían aumentado a 5000 hombres. En ese momento, Dąbrowski presionó para obtener un plan para ingresar a los territorios polacos en Galicia, pero fue finalmente rechazado por Napoleón, que en su lugar decidió usar esas tropas en el frente italiano. En abril, la Legión participó en sofocar un levantamiento en Verona, conocido como la Pascua Veronense. El Tratado de Leoben firmado ese mes, que prometía la paz entre austriacos y franceses, fue un golpe para la moral polaca, pero Dąbrowski asumió correctamente que no duraría.
Las fuentes varían con respecto a cuando la Legión Dąbrowski se expandió en múltiples Legiones. Pivka y Roffe señalan que en mayo de 1797 la Legión se reorganizó en dos formaciones, la primera fue comandada por Karol Kniaziewicz y la segunda por Józef Wielhorski, cada una de ellas contando con aproximadamente 3750 hombres de infantería, sin contar con el apoyo de artillería. Davies, sin embargo, afirma que la Segunda Legión se formó en 1798 al mando de Józef Zajączek. En julio de 1797, las legiones reprimieron otra insurrección, esta vez en Reggio Emilia.
El Tratado de Campo Formio, firmado el 18 de octubre de 1797, dio lugar a otro breve período de relativa paz. Las Legiones, con la esperanza de una renovación de la guerra, fueron vistas como las fuerzas extranjeras más pro-francesas en la República Cisalpina. En mayo de 1798, los polacos ayudaron a los franceses a asegurar los Estados Papales, sofocando algunas revueltas campesinas, y guarneciendo Roma, a la cual ingresaron el 3 de mayo. Dąbrowski obtuvo un número de trofeos de un representante romano, que el rey polaco, Juan III Sobieski, había enviado allí después de su victoria sobre el Imperio Otomano en el asedio de Viena en 1683; entre ellos un estandarte otomano que posteriormente se convirtió en parte de los colores de las Legiones, que los acompañaron desde entonces.
A finales de 1798, las Legiones al mando de Kniaziewicz estaban luchando contra las fuerzas antifrancesas del Reino de Nápoles, derrotándolas en la batalla de Civita Castellana el 4 de diciembre. Poco después, los suministros de la capturada fortaleza de Gaeta permitieron la creación de una unidad de caballería de la Legión al mando de Andrzej Karwowski . Los polacos lucharon en Magliano, Falari, Calvi y Capua, antes de que Nápoles capitulara el 23 de enero.

### Guerra de la Segunda Coalición: frente italiano
El final de 1798 y el comienzo de 1799 marcaron el comienzo de la Guerra de la Segunda Coalición. Dentro de aproximadamente a un año de su formación, la Legión había devenido en unos 10 000 hombres. Sin embargo, la nueva serie de luchas resultó ser mucho más difícil, ya que la coalición antifrancesa avanzó hacia Italia, ahora desprovista de unidades de élite francesas que estaban con Napoleón en Egipto. En general, 1799 vio a las legiones sufrir bajas significativas. A mediados de 1799, la Primera Legión del General Dąbrowski luchó contra los rusos en Trebbia (17–19 de junio de 1799), donde sufrió grandes bajas (solo dos de los cinco batallones sobrevivieron a la batalla y Dąbrowski fue herido). Los legionarios polacos también lucharon en la Batalla de Novi (15 de julio de 1799), y la Segunda Batalla de Zúrich (26 septiembre).
La Segunda Legión también sufrió mucho; particularmente en las primeras batallas en el Adigio (26 de marzo - 5 de abril de 1799) donde se estima que perdió alrededor de la mitad a dos tercios de su complemento de 4000 hombres. Su comandante, el general Franciszek Rymkiewicz, fue muerto en la Batalla de Magnano el 5 de abril. El resto de la Segunda Legión se convirtió en parte de la guarnición en Mantua, que pronto fue sitiada por los austriacos. Finalmente, acabado el Asedio de Mantua (abril–julio), el comandante francés François-Philippe de Foissac-Latour decidió liberar soldados polacos, entonces al mando de Wielhorski, sin embargo los austriacos los reclamaban afirmando que eran desertores. Esto marcó el final de la Segunda Legión, ya que solo un pequeño número de polacos pudieron evadir la captura (a los franceses se les permitió retirar la mayoría de sus fuerzas con la condición de que fueran neutrales).

### Guerra de la Segunda Coalición: frente alemán

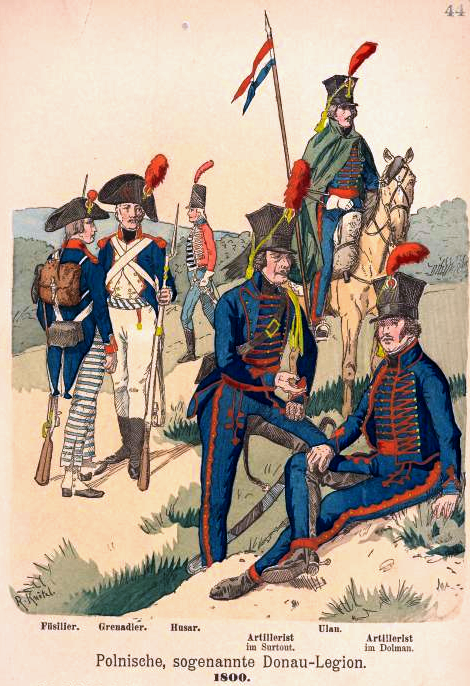
Legión del Danubio

Con el final de la República Cisalpina, las Legiones se reorganizaron en Francia, cuando Napoleón ascendió al poder como Primer Cónsul y decretó que las tropas extranjeras ahora podrían servir en el Ejército francés. El 10 de febrero, los restos de las Legiones italianas se reorganizaron cerca de Marsella en la Legión Italiana (La Legión Italique) como una unidad de 9000 efectivos (aunque pronto se reduciría a 5.000) que se convertiría en parte del Ejército de Italia . La Legión luchó en Peschiera y Mantua.
En 1800 o 1799 (las fuentes varían), Karol Kniaziewicz organizó la Tercera Legión (la Legión del Danubio o la Legión del Rin ) de 6000 efectivos para luchar contra los austriacos en Baviera. La Legión del Danubio, reforzada por la unidad de caballería de Karwowski, luchó como parte del Ejército del Rin en Berg, Bernheim y Offenburg, guarneciendo la fortaleza de Philippsbourg después del armisticio de Parsdorf (15 julio). Las fuerzas polacas también lucharon en la Batalla de Hohenlinden el 3 de diciembre de 1800. Según Davies, la Legión del Danubio sufrió importantes bajas en el corto período posterior a la batalla y al final de la campaña el 25 de diciembre de ese año.
El tamaño de las Legiones disminuyó después del Tratado de Luneville (9 de febrero de 1801), que para decepción de los legionarios no hizo mención de Polonia. Las Legiones se transfirieron a los deberes de la policía en el Reino de Etruria. La moral de las Legiones se debilitó ya que los polacos no fueron utilizados en ninguna lucha que pareciera afectar directamente la posibilidad de que Polonia recuperara su independencia. Muchos legionarios, incluido el general Kniaziewicz, sintieron que habían sido utilizados por los franceses y renunciaron. Dąbrowski permaneció al mando y reorganizó ambas Legiones en Milán en dos unidades de 6000 unidades en marzo de 1801. El 21 de diciembre de 1801 las Legiones fueron reorganizadas por el gobierno francés en tres semi-brigadas, con la Legión italiana (primera) formando el núcleo de la Primera y la Segunda Brigadas Extranjeras ( 1er y 2e Demi-Brigade Étrangère), y la Legión del Danubio (Segunda), la Tercera semi-Brigada Extranjera (3e Demi-Brigade Étrangère).

### La campaña haitiana

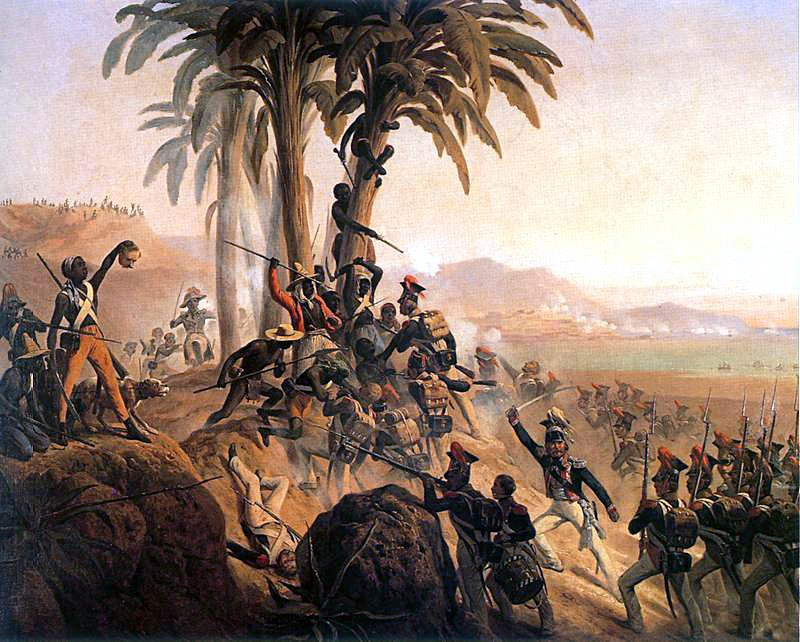
Legiones polacas en la campaña haitiana

En 1802, Francia envió a Haití a la mayoría de los descontentos legionarios (dos brigadas, 5280 efectivos) para sofocar la Revolución haitiana (en la isla caribeña de Haití, conocida entonces como Saint Domingue, en las Antillas francesas ). Napoleón quiso recuperar la colonia de Santo Domingo, pero prefirió al ejército francés para asuntos más importantes, más cercanos a casa.  Las ahora incómodas unidades polacas iban acompañadas por contingentes de alemanes y aliados francosuizos, así como por unidades francesas que habían perdido el favor de Napoleón y el alto mando francés.
La campaña haitiana resultó desastrosa para los legionarios. Bajas por combate y enfermedades tropicales, incluyendo la fiebre amarilla, redujeron el contingente polaco de 5280 efectivos a unos pocos cientos de sobrevivientes en el espacio de menos de dos años. Para cuando las fuerzas francesas se retiraron de la isla en 1803, unos 4000 polacos habían muerto (ya sea por enfermedad o por combate). De los sobrevivientes, unos 400 permanecieron en la isla, unas pocas docenas se dispersaron a las islas cercanas o a los Estados Unidos, y unos 700 fueron devueltos a Francia (Urbankowski afirma que fueron unos 6000 enviados y 330 los que volvieron).
Los polacos tenían poco interés o deseo de apoyar la causa francesa en las colonias distantes, luchando contra personas que solo deseaban su propia independencia. En Haití todavía hay un mito popular de que muchos soldados polacos simpatizaron con la causa de los antiguos esclavos y abandonaron a los franceses, apoyando a Jean-Jacques Dessalines en números significativos, con unidades enteras cambiando de lado. De hecho, la tasa de deserción real fue mucho menor; no obstante, unos 150 soldados polacos se unieron a los rebeldes haitianos. La pérdida de tantos militares patriotas en el Caribe fue un duro golpe para las aspiraciones polacas de recuperar la independencia. La experiencia haitiana arrojó más dudas entre los polacos sobre las buenas intenciones de Francia y Napoleón hacia Polonia.

### Guerras de la Tercera y Cuarta Coalición

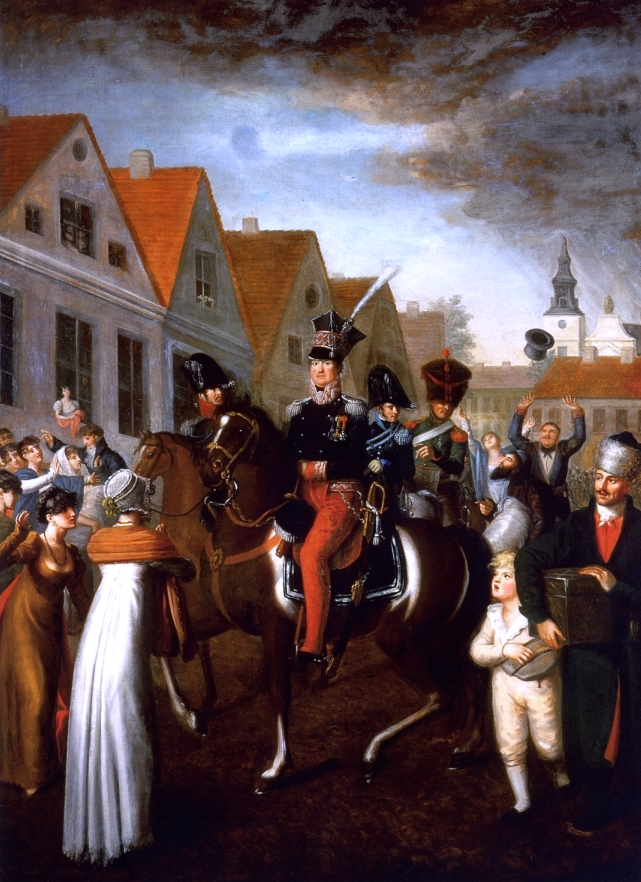
Dabrowski ingresa a Poznan

En 1805, durante la Guerra de la Tercera Coalición, las tropas polacas en Italia habían sido rebautizadas como la 1.ª Legión polaca (1e Legión Polonaise) y se unieron al Reino de Italia. En 1806, todo lo que quedaba de las viejas legiones Dąbrowski y Kniaziewicz era una semi-brigada, constando de un regimiento de infantería y un regimiento de caballería, ahora al servicio del Reino de Nápoles. Lucharon en Castel Franco, desviando el ataque austriaco el 24 de noviembre de 1805, pero el 3 de julio de 1806 sufrieron una severa derrota en Sant'Eufemia a Maiella. Muchos de los oficiales polacos sirvieron el en ejército francés o formaciones aliadas.
Durante la Guerra de la Cuarta Coalición, Napoleón decidió fomentar las deserciones polacas del ejército prusiano, y el 20 de septiembre de 1806 decretó la creación de una "Legión del Norte" bajo el mando del General Zajączek. Como el Napoleón no quería comprometerse con la causa polaca, la Legión no era explícitamente polaca y, en palabras de Napoleón, era una reunión de "niños del Norte". Los ejércitos franceses, incluidas las unidades de la Legión, derrotaron a los prusianos en Sajonia en la batalla de Jena y los polacos al mando de Dąbrowski ingresaron en los antiguos territorios polacos (cerca de la ciudad de Poznań), lo que resultó en la afluencia de reclutas para la legión. Un año más tarde, Napoleón, tras derrotar a los ejércitos rusos, se reunió con el Zar Alejandro I en Tilsit y en las negociaciones posteriores acordaron que se crearía un nuevo y pequeño estado polaco bajo control francés (el Ducado de Varsovia).

### Después de la creación del Ducado de Varsovia: la Legión del Vístula

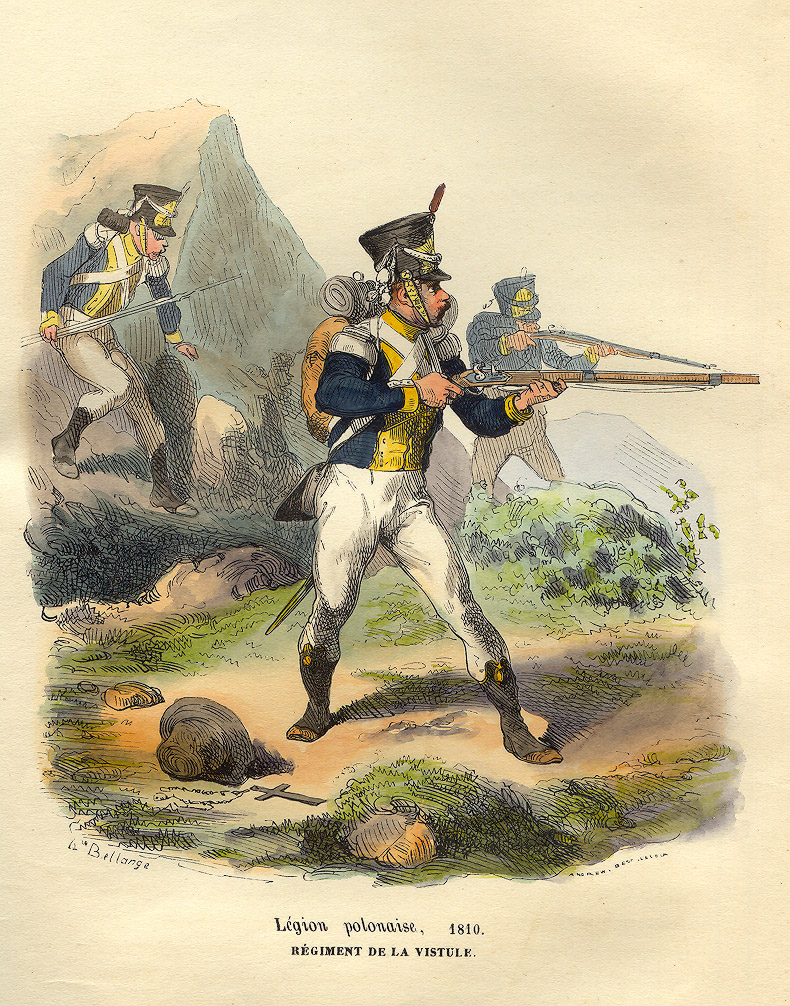
Infantería de la Legión del Vístula

El período principal durante el cual las Legiones estuvieron activas fue entre 1797 y 1803. Aunque algunos optaron por permanecer con las fuerzas francesas y lucharon en Italia bajo el Reino de Nápoles, en 1807 muchos veteranos de los legionarios formaron un cuadro para el nuevo Ejército del Ducado de Varsovia. En febrero de 1807, los regimientos de infantería y caballería restantes que habían continuado al servicio de Francia en Italia se reorganizaron en Silesia, cerca de Breslau, en una legión polaco-italiana (PolaccoItalienne), con dos nuevos regimientos de infantería agregados desde las recientemente liberadas tierras polacas. El 21 de febrero de 1808, la Legión fue reubicada en Francia, reforzada con polacos de otras formaciones francesas e incorporada al ejército francés. El 31 de marzo de ese año, la legión recibió el nombre oficial de Legión del Vístula (Légion de la Vistule, Legia Nadwiślańska). A mediados de 1808, la Legión Vístula tenía una fuerza de 6000 hombres. Después de la batalla de Wagram (5–6 de julio de 1809), Napoleón intentó formar una segunda Legión del Vístula a partir de prisioneros de guerra polacos, pero la nueva formación no pudo atraer suficientes reclutas, y en 1810 se fusionó en la legión original.
Durante la Guerra Peninsular (1809–1814) en España, la Legión del Vístula ganó fama en la Batalla de Zaragoza. En la Batalla de Fuengirola, una pequeña fuerza polaca logró derrotar a una fuerza expedicionaria anglo-española que la superaba en número de 10-1, capturando a su comandante en el proceso. Otras tropas sirvieron en la Guardia Imperial de Napoleón y el regimiento polaco de Chevau-léger se distinguió en la Batalla de Somosierra en 1808. Otro regimiento de caballería polaco los Ulanos del Vístula también lucharon en España. Se distinguieron muchas veces allí, incluyendo en la Batalla de Albuera en 1811, donde  destruyeron una brigada de infantería británica. Su valor en ese conflicto inspiró a los británicos a crear sus propias unidades de lanceros equipadas con uniformes y armas de estilo polaco.
En 1812, cuando Napoleón invadió Rusia, los polacos y los lituanos se unieron a la Grande Armée de Napoleón con la esperanza de resucitar la Mancomunidad. La Legión del Vístula, se retiraba de España a principios de 1812 y se reorganizada en una división (con una fuerza planificada de 10.500 que nunca fue alcanzada por completo) fue parte de las fuerzas de invasión de Napoleón. Los polacos formaron el contingente extranjero más grande, con 98.000 efectivos (toda la Grande Armée francesa tenía aproximadamente 600.000 efectivos). Los Lanceros polacos de la legión del Vistula fue la primera unidad en cruzar el río Niemen cuando la Grand Armee entró en Rusia y, como parte de la Guardia Imperial, la primera unidad en ingresar en Moscú. Se distinguieron en la Batalla de Borodino y, al mando del Príncipe Józef Poniatowski (quien salvó personalmente la vida de Napoleón), fueron una de las unidades que sirvieron como retaguardia durante la retirada de Napoleón. Más tarde, esto llevó a la afirmación de que, como habían sido los primeros en entrar, fueron los últimos en abandonar Rusia. Sufrieron grandes pérdidas durante la campaña: solo 26 000 del contingente original de 98.000 retornaron. La unidad de élite, la Legión del Vístula había entrando a Rusia con aproximadamente 7000 efectivos; su fuerza al final de la campaña fue de 1500 hombres.
El final definitivo de las Legiones polacas llegó con la conclusión de la carrera de Napoleón y la abolición del Ducado de Varsovia. El Ducado fue ocupado por tropas prusianas y rusas tras la retirada de Napoleón de Rusia. Las tropas polacas se mantuvieron leales a él hasta el amargo final, con unidades polacas luchando es sus últimas batallas, en Leipzig (15–19 de octubre de 1813) y Hanau (30–31 de octubre de 1813), donde tuvieron pérdidas importantes. La Legión fue rehecha en Sedan a principios de 1814, y lucharon en Soissons, Reims, Arcis-sur-Aube y St-Dizier. Después de la derrota de Napoleón en la Guerra de la Sexta Coalición, cuándo Napoleón fue forzado al exilio en Elba, la única unidad que se le permitió mantener como guardias eran los lanceros polacos. Mientras muchos polacos regresaban a los territorios polacos, una unidad de aproximadamente 325 hombres bajo el mando del Coronel Golaszewski luchó en la campaña de 1815, los "Cien Días", participando en la Batalla de Waterloo. Después de la segunda y última derrota de Napoleón, se dice que algunos lo acompañaron a su exilio en Santa Helena.

## Valoración y recuerdo
Al analizar la creación de las Legiones polacas, muchos historiadores han argumentado que Napoleón utilizó los polacos como fuente de reclutas y tuvo poco deseo de invertir en el re-creación del estado polaco. Entre los detractores polacos contemporáneos más notables de Napoleón se encontraba Kościuszko, quien se negó a unirse a las legiones, argumentando que Napoleón no restauraría a Polonia en ninguna forma duradera. A este respecto, Kościuszko también declaró que el Ducado de Varsovia se creó en 1807 solo porque era conveniente, y no porque Napoleón apoyaba la soberanía polaca. Sin embargo, el recuerdo de las legiones polacas de Napoleón es fuerte en Polonia, y el propio Napoleón a menudo es considerado un héroe y un liberador allí. Acerca de la Legión polaca, se dice que Napoleón mismo dijo que 800 polacos equivaldrían a 8000 soldados enemigos.
A pesar de su destrucción, las Legiones se convirtieron en legendarias en Polonia, ayudando a difundir los ideales cívicos y democráticos de la Revolución francesa en todo el país. Los legionarios formaron un cuadro para el Ejército del Ducado de Varsovia y también más tarde para el Ejército de la Polonia del Congreso.
Las Legiones también son notables como la fuente de uno de los temas contenidos en el futuro himno nacional polaco, Mazurek Dąbrowskiego. Creado por Józef Wybicki, el himno incluye palabras que prometen "el regreso del ejército polaco de Italia a Polonia" y afirma que "Polonia no está perdida mientras vivamos" en referencia a las Legiones polacas.